# Selets bruk (naturreservat)
Selets bruk är ett naturreservat i Luleå kommun i Norrbottens län.
Området är naturskyddat sedan 1971 och är 0,2 kvadratkilometer stort. Reservatet omfattar Selets bruk och ängar och skog nordost om bruket med Selsjön och Alån i väster. 